# 野中重政
野中重政（のなか しげまさ）は、戦国時代から安土桃山時代にかけての武将。徳川氏の家臣。

## 概要
天正7年8月29日（1579年）、家康の命を受けた重政らは遠江国小藪村付近において築山殿に自害を進言するも拒まれ、その場で斬首する。その後、重政は城を出て故郷の遠江国堀江村に隠棲したと伝えられる。
後に野中家では聾唖の娘が二人も生まれる等、家族に不幸があったため、享保8年（1723年）、重政の子孫で水戸藩士の野中重羽は築山殿の廟前に石灯籠を寄進し、慰霊に努めた。この石灯籠は今も築山殿の墓前に残っている。

## 登場作品
- 徳川家康（1983年、NHK大河ドラマ、演：辻萬長）